# Kurt Hellwig (Politiker)
Kurt Hellwig (* 25. Dezember 1920 in Magdeburg; † ?) war ein deutscher Politiker (CDU) und für Bremerhaven Mitglied der Bremischen Bürgerschaft.

## Biografie
Hellwig war als selbstständiger Kaufmann in Bremerhaven tätig.
Er war Mitglied der CDU Bremen. Von 1967 bis 1971 war er, nachgerückt für Werner Jacobi, Mitglied der 7. Bremischen Bürgerschaft und Mitglied verschiedener Deputationen, u. a. für Schulen und für Fischereihäfen.
Er war Mitglied und Landesvorsitzender Bremen der Vereinigung der Ost- und Mitteldeutschen.